# Knokke-Heist-Bredene
La Knokke-Heist-Bredene va ser una cursa ciclista femenina belga que es disputa anualment per les carreteres entre Knokke-Heist i Bredene, a la província de Flandes Occidental. Creada el 2010, va formar part del calendari de la Unió Ciclista Internacional.

## Palmarès
| Any  | Vencedora        | Segona              | Tercera           |
| ---- | ---------------- | ------------------- | ----------------- |
| 2010 | Emma Silversides | Helene Vandermassen | Grace Verbeke     |
| 2011 | Winanda Spoor    | Heleen van Vliet    | Christine Majerus |
| 2012 | Liesbet De Vocht | Else Belmans        | Maaike Polspoel   |
| 2013 | Giorgia Bronzini | Jolien D'Hoore      | Martina Zwick     |